# Ahmad Zahir
Ahmad Zahir (Dari, Pashto: احمد ظاهر) född 14 juni 1946, död 14 juni 1979, var en afghansk sångare, låtskrivare och kompositör. Han var mycket känd under sin tid och han är fortfarande väldigt populär.

## Uppväxt
Zahir var född den 14 juni 1946 i Laghman, Afghanistan. Hans pappa, Abdul Zahir, var en kunglig civilläkare och afghansk premiärminister under en mandatperiod. 
Zahir var mycket intresserad av musik tidigt i livet. 1960 startade han ett band som kallades för "The Amateur Band of Habibia High School". 

### 1970
Under 1970 tjänade han väldigt mycket och var Afghanistans bästa sångare. Zahir samarbetade med saxofonisten Ostad Ismail Azami (ostad betyder mästare på dari) och trumpetspelaren Ostad Nangalai, samt många fler.
Under 1970-talet släppte han över 22 album. I mitten av 1970-talet turnerade Zahir även utomlands, bland annat Iran. Efter turnén till Irans utsågs han till årets bästa sångare i Afghanistan. Ahmad Zahir var en av de första sångarna som blandade västmusik med östmusik. Ahmad zahir kallas för Afghansk Elvis Presley och själv gillade Presley och följde hans stil. 

## Död
Ahmad Zahir dog morgonen den 14 juni 1979, på sin 33:e födelsedag. Några av hans närmaste vänner rapporterade att Zahir hade haft sällskap med en man och en kvinna när han lämnade Kabul på väg till norra av Afghanistan.
Ursprungligen meddelades att Zahir hade varit med om en trafikolycka, men efter att hans kropp förts tillbaka till Kabul kom uppgifter om att han blivit skjuten i huvudet. Det är fortfarande oklart vad som låg bakom hans död.

## Privatliv
Zahir gifte sig två gånger. Han och hans första fru skiljde sig 1973 och Zahir gifte om sig 1977. Han lämnade efter sig två barn, en son, Ahmad Reshaad, och en dotter, Shabnam. Båda bor nu i USA.

## Arv
Zahir är fortfarande en känd och omtyckt sångare. Flera andra afghanska sångare har vid flera tillfällen gjort nya versioner av hans låtar. På 15 år släppte han 22 album. Hans album säljs fortfarande i både Afghanistan och andra länder i regionen, som Iran, Tadzjikistan, Uzbekistan, Pakistan och Turkiet med flera.

## Diskografi
Ahmaz Zahir slutförde 14 album under skivbolaget Afghan Music, två album under Ariana Music, fem album under Music Center, åtta album under Radio Afghanistan, och mer än tio släppte han själv.

### Afghan Music Album
- Vol. 1 - Dilak am (1967)
- Vol. 2 - Bahar (1967)
- Vol. 3 - Shab ha ye zulmane (1968)
- Vol. 4 - Mother (1969)
- Vol. 5 - Awara (1969)
- Vol. 6 - Ghulam-e Qamar (1970)
- Vol. 7 - Sultan Qalbaam (1970)
- Vol. 8 - Az Ghamat Hy Nazaneen (1971)
- Vol. 9 - Gulbadaan (1971)
- Vol. 10 - Yaare Bewafa (1971)
- Vol. 11 - Lylee (1971)
- Vol. 12 - Ahmad Zahir and Jila (1972)
- Vol. 13 - Ahange Zindagee (1972)
- Vol. 14 - Shab-e Hijraan (1973)

### Ariana Music album
- Vol. 1 - Daard-e Dil (1973)
- Vol. 2 - Mosum-e Gul (1974)

### Music Center album
- Vol. 1 - Neshe Gashdum (1974)
- Vol. 2 - Ashiq rooyat Mon (1975)
- Vol. 3 - Lylee Jaan (1976)
- Vol. 4 - Ahmad Zahir Ba Sitara Haa (1977)
- Vol. 5 - To Baamanee (completed in 1978 but released in 1979 after his death)

### Privata album
- Shamali